# Brand New Day
Brand New Day šesti je studijski album britanskog glazbenika Stinga. Diskografska kuća A&M Records objavila ga je 27. rujna 1999. godine.
Uradak se pojavio na devetom mjestu ljestvice Billboard 200 i u SAD-u je prodan u više od 3.5 milijuna primjeraka; uspjeh drugi singla s uratka, "Desert Rosea" (na kojem se pojavljuje alžirski raï pjevač Cheb Mami), omogućio je albumu da se pojavi na visokim mjestima glazbenih ljestvica. Brand New Day kritički je i komercijalno uspješan.
Sting je za album osvojio nagradu Grammy u kategoriji najboljeg pop vokalnog albuma, dok je za naslovnu skladbu dobio treću nagradu Grammy u kategoriji najbolje muške pop vokalne izvedbe.

## Pozadina
U početku je Stingov uobičajeni producent Hugh Padgham trebao biti producent albuma, no Stingu se svidio Kipperov rad, pa je odlučio ne surađivati s Padghamom.
Cjelovita inačica pjesme "The End of the Game" pojavila se na singlu za "naslovnu skladbu", ali i na DTS i DVD-Audio inačicama uratka. Glazbeni spot za naslovnu skladbu parodija je reklama za izbjeljivače i reklamira "potpuno novu marku 'Day Ultra'".

## Popis pjesama
Tekstovi: Sting, glazba: Sting, osim za pjesmu "A Thousand Years", koju je skladao s Kipperom.
| 1.    | »A Thousand Years«                              | 5:58 |
| 2.    | »Desert Rose«                                   | 4:45 |
| 3.    | »Big Lie Small World«                           | 5:05 |
| 4.    | »After the Rain Has Fallen«                     | 5:03 |
| 5.    | »Perfect Love... Gone Wrong«                    | 5:24 |
| 6.    | »Tomorrow We'll See«                            | 4:47 |
| 7.    | »Prelude to the End of the Game« (instrumental) | 0:20 |
| 8.    | »Fill Her Up«                                   | 5:39 |
| 9.    | »Ghost Story«                                   | 5:29 |
| 10.   | »Brand New Day«                                 | 6:19 |
| 48:49 |                                                 |      |

## Recenzije
Stephen Thomas Erlewine, recenzent stranice AllMusic, dodijelio je albumu tri i pol od pet zvjezdica i izjavio je: "Svijetao, katkad i živahan, Brand New Day ne zvuči poput ičega drugoga u Stingovoj diskografiji. Međutim, suprotno onome što bi njegov naslov mogao natuknuti, ne predstavlja novi početak. Ne samo da je uradak tipičan za njegovu tradiciju, već zvuči bezvremenski -- nevjerojatno je koliko Brand New Day zvuči kao nastavak Nothing Like the Suna u glazbenom smislu." Dodao je: "Možda ne traži toliko od publike koliko ostalih Stingovi uradci iz devedesetih, ali od samog je početka zabavan, što nije slučaj s ostalim albumima. Brand New Day ne sadrži nove klasike i pomalo zvuči otrcano, ali je dobro oblikovan, melodičan i ima dobar smisao za humor -- što je upravo vrsta albuma kakve bi Sting trebao snimati dok ulazi u treće desetljeće karijere." Entertainment Weekly dodijelio mu je ocjenu -4 (B-) i komentirao: "Uz sve složene taktove, svjetski i new age noir Brand New Daya nudi mnogo prolaznih harmoničnih užitaka i ne previše očite strasti. Dovoljno je dobar ako vam se sviđaju slušne tapete koje se odlikuju promjenjivim taktovima."

## Zasluge
| Sting - Sting – vokali, bas-gitara, sintesajzer, prateći vokali, produkcija Dodatni glazbenici - Cheb Mami – vokali (na pjesmi "Desert Rose") - Kipper – klavijature, programiranje, produkcija - Dominic Miller – gitara - Manu Katché – bubnjevi - Vinnie Colaiuta – bubnjevi - Jason Rebello – klavir, klavinet - Chris Botti – truba - Stevie Wonder – usna harmonika (na pjesmi "Brand New Day") - James Taylor – vokali i akustična gitara (na pjesmi "Fill Her Up") - Branford Marsalis – klarinet - Mino Cinelu – udaraljke - David Hartley – aranžman gudačkih glazbala (na pjesmama 3 i 6), Hammond orgulje - B. J. Cole – pedal steel gitara - Kathryn Tickell – nortambrijske gajde, violina - Don Blackman – Hammond orgulje - Sté – repanje na francuskom (na pjesmi "Perfect Love... Gone Wrong") - Gavyn Wright – koncert-majstor (na pjesmama 3 i 6) - Joe Mendez – prateći vokali - Janice Pendarvis – prateći vokali - Althea Rodgers – prateći vokali - Marlon Saunders – prateći vokali - Veneese Thomas – prateći vokali - Darryl Tookes – prateći vokali - Ken Williams – prateći vokali - Pamela Quinlan – prateći vokali - Tawatha Agee – prateći vokali - Dennis Collins – prateći vokali - Ettamri Mustapha – darbuka - Farhat Bouallagui – aranžman gudačkih glazbala (na pjesmi "Desert Rose") - Moulay Ahmed – gudačka glazbala - Kouider Berkan – gudačka glazbala - Salem Bnouni – gudačka glazbala - Sameh Catalan – gudačka glazbala | Ostalo osoblje - Simon Osborne – tonska obrada - Neil Dorfsman – tonska obrada - Geoff Foster – tonska obrada - Chris Blair – tonska obrada - Gary Daniel Cook – sintesajzersko programiranje gitare Roland VG8 - Olaf Heine – fotografija - Carter Smith – fotografija - Richard Frankel – omot albuma |

## Ljestvice
| Ljestvica              | Najviša pozicija |
| ---------------------- | ---------------- |
| Australija             | 21               |
| Austrija               | 1                |
| Belgija (Flandrija)    | 11               |
| Belgija (Valonija)     | 4                |
| Danska                 | 7                |
| Europa                 | 1                |
| Finska                 | 1                |
| Francuska              | 3                |
| Italija                | 3                |
| Japan                  | 7                |
| Kanada                 | 19               |
| Nizozemska             | 7                |
| Novi Zeland            | 16               |
| Norveška               | 1                |
| Njemačka               | 1                |
| SAD (Billboard 200)    | 9                |
| Španjolska             | 5                |
| Švedska                | 4                |
| Švicarska              | 2                |
| Ujedinjeno Kraljevstvo | 5                |